# Witheringia cuneata
Witheringia cuneata là loài thực vật có hoa trong họ Cà. Loài này được (Standl.) Hunz. miêu tả khoa học đầu tiên năm 1969.